# North West Company

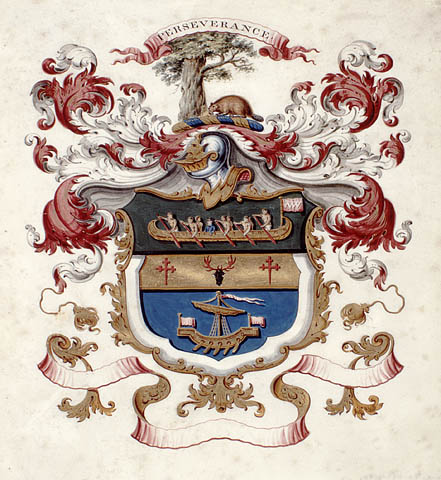
Nordvästkompaniets heraldiska vapen.

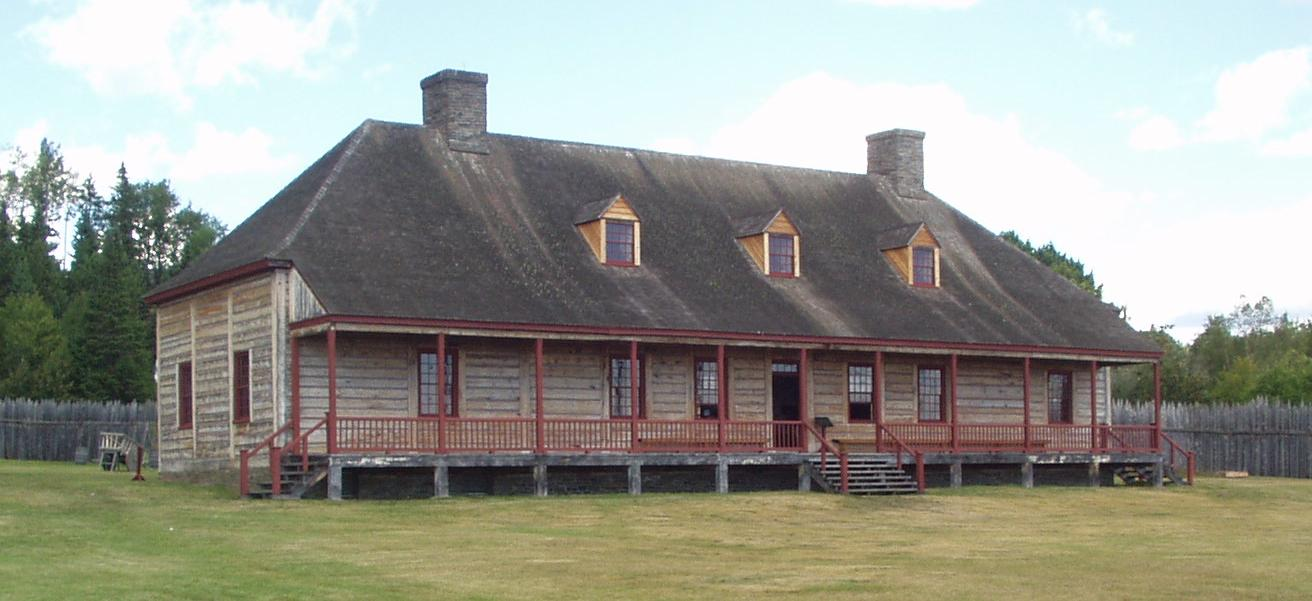
Den rekonstruerade huvudbyggnaden vid North West Companys huvuddepå i Grand Portage nationalmonument.

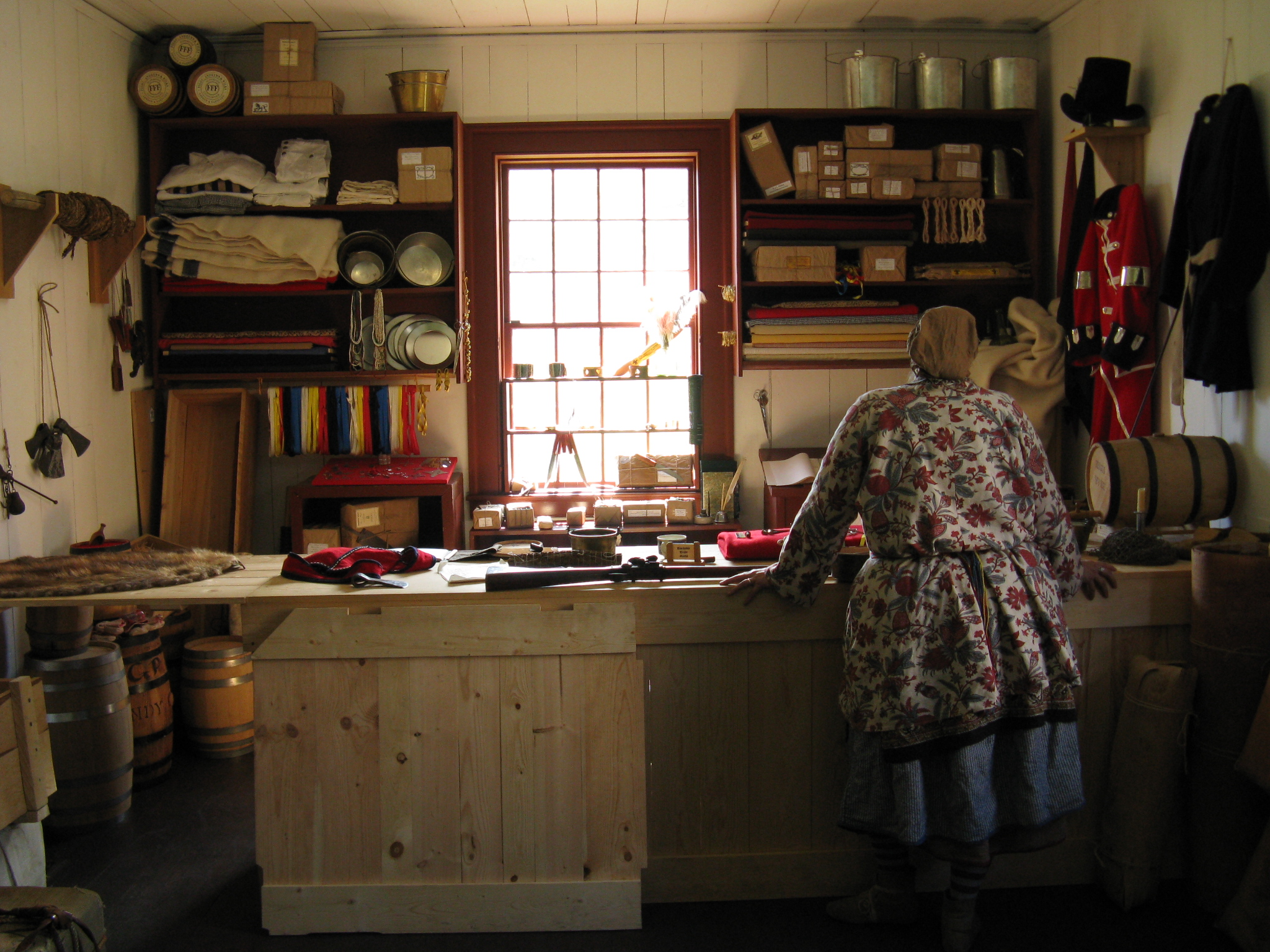
Rekonstruerad handelsbod i Grand Portage.

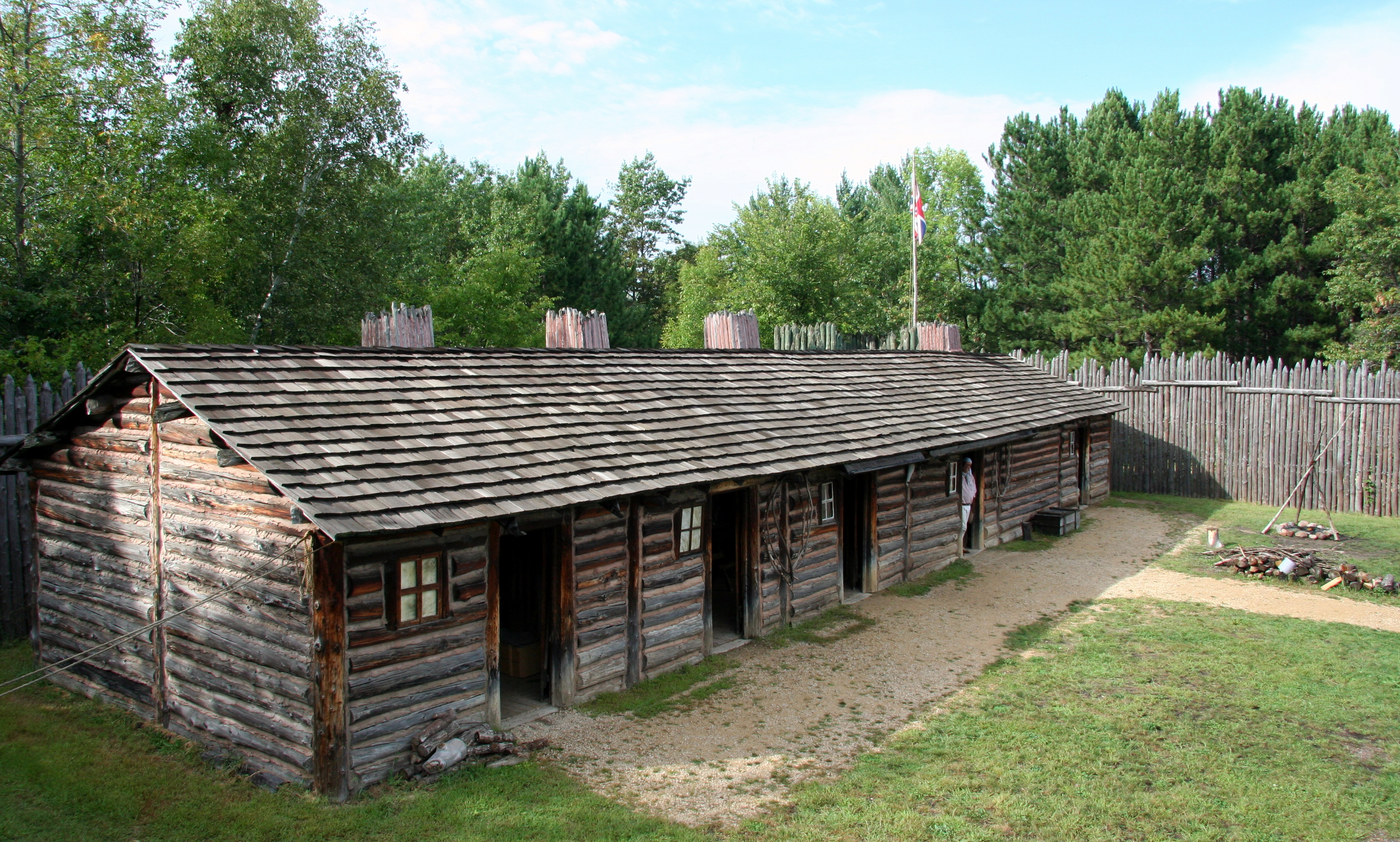
Rekonstruerad handelsstation från North West Company. Pine City, Minnesota.

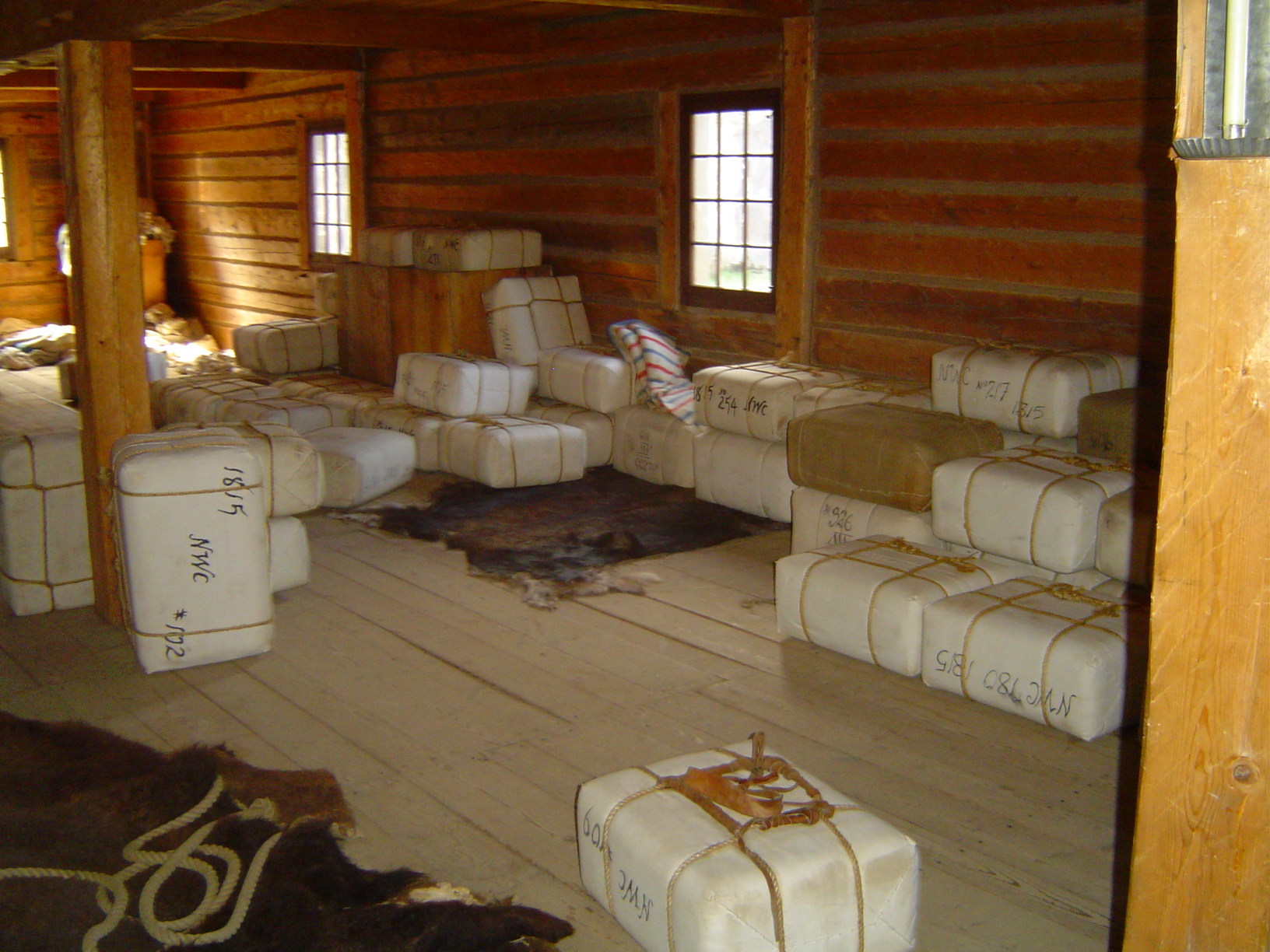
Förpackade pälsverk redo för kanottransport. Rekonstruktion från Fort William Historical Park, Thunder Bay.

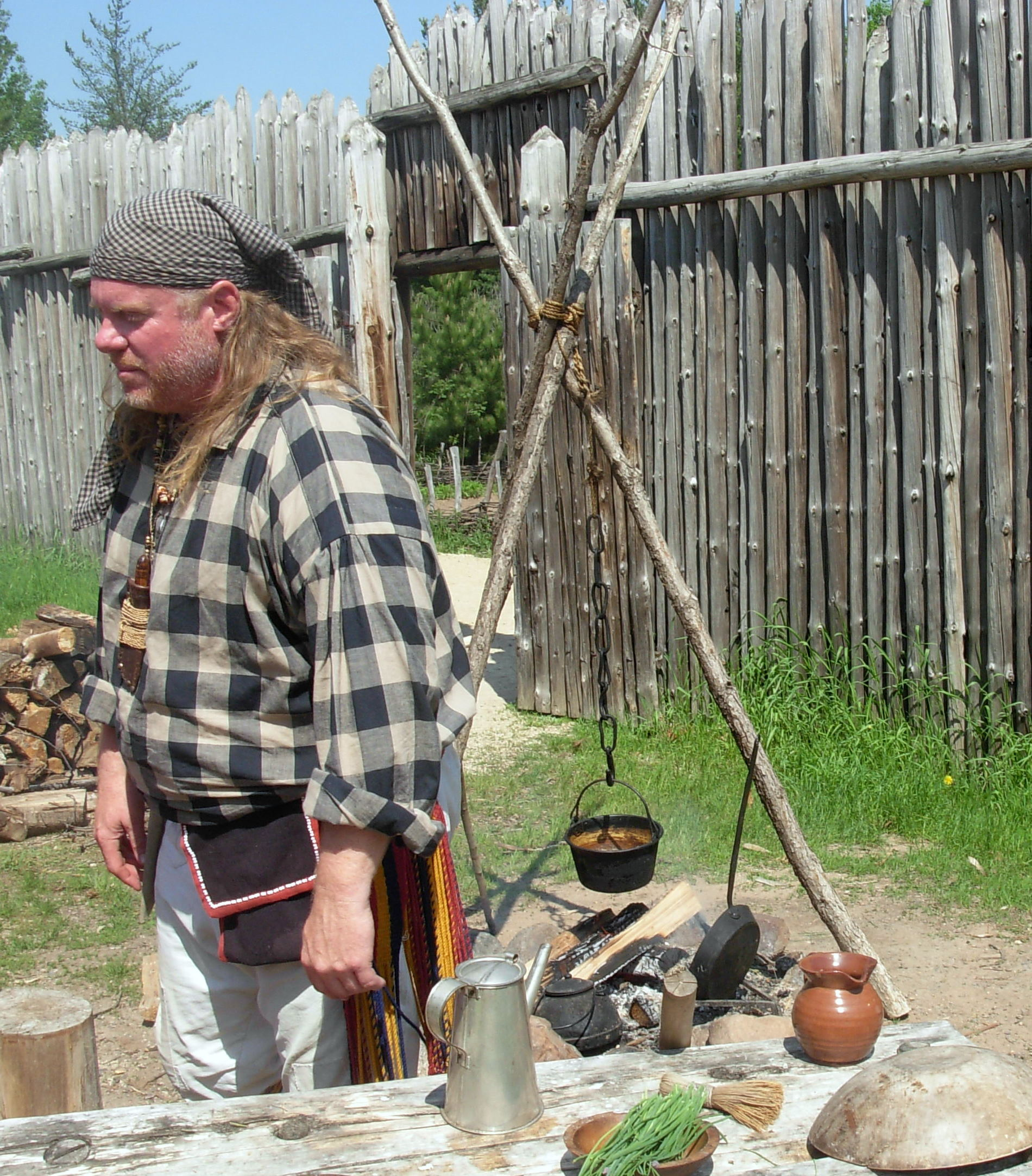
Voyageur anställd av Nordvästkompaniet. Modernt historiskt återskapande.

North West Company (Nordvästkompaniet) var ett i Montréal baserat handelskompani med inriktning på pälshandeln som existerade 1776-1821. Nordvästkompaniet ägdes huvudsakligen av skotska högländare vilka kommit till Montréal efter den brittiska erövringen 1760 eller kommit som lojalistiska flyktingar från de tretton södra kolonierna efter den amerikanska revolutionen. Dess existens byggde på att skotskt kapital kunde utnyttja handelsnätverk från Nya Frankrikes tid och erfaren och arbetsvillig fransk-kanadensiska arbetskraft. Nordvästkompaniet var Hudson Bay-kompaniets viktigaste konkurrent och största rival och deras stridigheter, som urartade till våldshandlingar, gjorde att den brittiska regeringen tvingade fram ett samgående mellan kompanierna 1821.

## Historia
I sin första form bildades Nordvästkompaniet 1776 av skotska pälshandlare i Montréal vilka sammanslöt sig för att få ett tillräckligt kapitalstarkt företag för att kunna möta Hudson Bay-kompaniets stigande konkurrens i det kanadensiska inlandet och för att undvika förödande konkurrens mellan dem själva. 1779 ombildades företaget till ett handelsbolag med 16 andelar vilka ägdes av nio handelsbolag i pälshandelsbranschen. Redan året därpå ombildades företaget igen och nya delägare togs in.  Konkurrensen med andra Montréalbaserade pälshandlare ledde till våldshandlingar och vintern 1783-1784 reorganiserades bolaget återigen, nu till ett permanent handelskompani i bolagsform, till skillnad från de tidigare bolagen vilkas existens varit begränsad till en i förväg avtalad tidsperiod. Andra rivaler inkluderades i kompaniet 1787, bland annat Alexander Mackenzie. Ytterligare rivaler tystades genom ett samarbetsavtal 1792.
Nordvästkompaniets huvudkontor var beläget i Montréal. Alexander Mackenzie ledde verksamheten i inlandet, där Fort Chipewyan vid Lake Athabasca blev depå för den geografiskt mest avlägsna handeln. Ett vittomfattande nätverk med kanotbrigader skötte transporten av handelsvaror till handelsstationerna och de uppköpta pälsverken till Montréal. Nordvästkompaniet misslyckades att genom lobbyverksamhet förmå den brittiska regeringen att upphäva Hudson Bay-kompaniets privilegier med monopol på handeln i Ruperts land. Inte heller lyckades man arrendera transiträttigheter över Hudson Bay från sin huvudkonkurrent. Den direkta rivaliteten mellan de två handelskompanierna intensifierades därför kraftigt. Under 1790-talet vann Nordvästkompaniet betydande framgångar på bekostnad av "de engelska", som Hudson Bay-kompaniet kallades. 1795 kontrollerade man sålunda två tredjedelar av den kanadensiska pälshandeln.
Londonfördraget 1794 (Jay Treaty) mellan USA och Storbritannien fastställde gränserna mellan Förenta Staterna och Brittiska Nordamerika och gjorde att Nordvästkompaniet förlorade tillträde till Detroit, Lake Michigan och sin depå Grand Portage vid Lake Superior och all handel i vad som nu är Mellanvästern. En ny reorganisation av kompaniet 1795 infogade Montréalköpmän, som förlorat den numera amerikanska handeln, i Nordvästkompaniet och Nordvästkompaniet undvek därmed att tvingas möta nya konkurrenter. Några missnöjda andelsägare, inte minst Alexander Mackenzie, bröt sig ur kompaniet och bildade 1798 tillsammans med fristående pälshandelsföretag ett konkurrerande handelskompani, XY Company. Detta kompani förenades dock återigen med Nordvästkompaniet 1804.
Konkurrensen mellan Nordvästkompaniet och Hudson Bay-kompaniet ledde till upprepade väpnade sammanstötningar  vid Red River-kolonin, Fort William och annorstädes mellan 1815 och 1819. Bägge handelskompanierna bedrev en intensiv lobbying i London. Det  brittiska kolonialministeriet önskade få ordningen återställd både för sakens egen skull och för att konflikten förhindrade lösningen på andra viktiga frågor i de kanadensiska kolonierna. Resultatet blev en av den brittiska regeringen framtvingad sammanslagning av Nordvästkompaniet med Hudson Bay-kompaniet under den senares namn vilket tillsammans med dess oktroj och privilegier utgjorde grunden för det sammanslagna företaget, medan Nordvästkompaniets dynamik fick tjäna som ny drivkraft för det gamla företaget.

## Social och etnisk struktur
North West Company var i sin inre uppbyggnad organiserad efter samhällsklass. Åtskillnaden gick mellan engagés (arbetare) och bourgeois (borgare) varvid arbetarna utförde det fysiska arbetet medan borgarna skötte kompaniets transaktioner. I praktiken betydde det att arbetarna paddlade och bar kanoterna samt byggde och underhöll handelsstationerna medan borgarna var pälshandlare och bokhållare. Skillnaden mellan arbetare och borgare byggde på pengar, bildning och börd eller etnisk härkomst. Engagés var oftast bondsöner från landsbygden kring Montréal; nästan alla var fransk-kanadensare (canadiens). Bourgeois var oftast av skotsk börd, vare sig de var födda i Kanada eller i Storbritannien och många var släkt med varandra eftersom söner och brorsöner rektyrerades till företaget. Det fanns undantag till denna generella bild; canadiens som var bourgeois och skottar som var engagés. Det fanns också enstaka engagés från många delar av världen; både Tysklands och Hawaiis söner var representerade i dess led. Métiser eller söner till bourgeois med kvinnor från First Nations, inte sällan döttrar till trading captains, följde även i fädernas spår.
1804 hade Nordvästkompaniet 839 anställda: 45 övervintrare, 76 assistenter, 45 tolkar, 16 guider och 657 voyageurer.

### Bourgeois
Nordvästkompaniets bourgeois tillhörde tre skikt eller nivåer efter sin roll i företaget: Montréalagenter, övervintrande delägare och handelsbokhållare.
Montréalagenterna (agents de Montréal) eller kompaniets direktion var köpmän i Montréal, som hade sina egna firmor vilka ägde andelar i Nordvästkompaniet. De ansvarade för att anställa personal, exportera pälsverk, förvärva förnödenheter, handelsvaror och proviant samt organisera frakten av dem till inlandets handelsstationer. För detta fick firmorna eller agenterna provision, utöver den vinst som de gjorde som delägare.
De övervintrande delägarna (Hivernants) motsvarade faktorerna i Hudson's Bay Company, men var inte avlönade tjänstemän utan delägare i Nordvästkompaniet med en eller två andelar. De övervintrade i inlandet och var chefer för handelsdistrikt, som omfattade ett flertal handelsstationer. På sommaren träffades agenterna och övervintrarna vid kompaniets huvuddepå Grand Portage, senare Fort William, och höll bolagsstämma där man bestämde företagets policy. Omröstningar företogs där efter principen en andel, en röst. För att bli övervintrare måste man börja som handelsbokhållare.
Handelsbokhållare (Commiss egentligen "skrivare") ansvarade för enstaka handelsstationer och var bokhållare. De började med en fem till sju år lång lärlingstid, blev sedan bokhållare och därifrån kunde de få bli delägare. Långt ifrån alla blev dock övervintrare utan förblev bokhållare under hela sin anställning.

### Engagés
Nordvästkompaniets arbetare var dels voyageurer, dels hantverkare. Voyageurerna bemannade de kanotbrigader som försörjde handelsstationerna i inlandet med handelsvaror och som återförde de uppköpta pälsverken till Montréal. Hantverkarna, som fanns vid de större handelsstationerna och vid huvuddepån, var gevärssmeder och grovsmeder vilka reparerade handelsmusköter och bäverfällor.

### Social dynamik
De grundläggande drivkrafterna i Nordvästkompaniets sociala dynamik var släktskap och börd eller etniskt ursprung. Kompaniet utgjorde ett slutet nätverk av nära besläktade och besvågrade skotska företagare. Flera viktiga Montréalagenter var besläktade med företagets grundare Simon McTavish och hans efterträdare, bröderna William and Duncan McGillivray, var hans systersöner. Det fanns även nära släktskap mellan agenterna och övervintrarna. Det skotska inslaget demonstreras genom att av 128 ledande personligheter i Nordvästkompaniet 1760-1800 så var 77 av skotsk börd. På grund av företagets sociala dynamik var möjligheten till avancemang från engagé till bourgeois mycket begränsade.